# Elymnias ternatana
Elymnias ternatana är en fjärilsart som beskrevs av Hans Fruhstorfer 1907. Elymnias ternatana ingår i släktet Elymnias och familjen praktfjärilar. Inga underarter finns listade i Catalogue of Life.